# Kratochvíl parket profi
Kratochvíl parket profi, s.r.o. je velkoobchod specializovaný na dovoz a distribuci podlahových krytin v České republice, na Slovensku a v Maďarsku. Sídlí v Moravanech u Brna. Prodejní místa zprostředkovávají obchodní partneři, kterých má v Česku okolo 350, na Slovensku 150 a v Maďarsku 50. Firma má také maloobchodní dceřiné společnosti. 

## Historie společnosti
1993 – založena společnost Kratochvíl parket profi a otevřena první vzorkovna podlah o rozloze 40 m² v Brně Žabovřeskách na ulici Eleonory Voračické.
1994 – zastoupení velké švédské společnosti Kährs v České republice, následně také na Slovensku a v Maďarsku.
1996 – založena pobočka v Bratislavě.
1997 - otevření distribučního a velkoobchodního areálu v Moravanech u Brna a v tentýž rok obchodní a skladové prostory v Praze na ulici Českomoravská.
2001 – otevření pobočky a zastoupení firmy Kährs v Budapešti.
2003 - založení dceřiných společností na Slovensku a v Maďarsku.
2004 – otevření showroomu v Praze na Českomoravské ulici.
2005 – rekonstrukce vzorkovny a ostatních prostor v sídle společnosti.
2007 – stavba nové vzorkovny v Moravanech u Brna, navázána spolupráce se švýcarským výrobcem parket Bauwerk.
2008 – otevření showroomu v Moravanech u Brna.
2010 – založení maloobchodní sítě pod názvem 1 Floor.
2013 - otevření maloobchodní prodejny Podlahy XXL v Brně v obchodním areálu h-Park na ulici Heršpická. Jednání o rozšíření sortimentu o podlahoviny finské značky Karelia – Upofloor.
2015 - vznik nového konceptu ekologických podlah KPP ecology.
2017 - nové sídlo pražské pobočky v Horních Počernicích, včetně rozšířených skladových prostor. Nový showroom v Praze-Čestlicích v interiérovém centru Hanák Forum.

## Sortiment
- Dřevěné podlahy
- Laminátové podlahy
- Vinylové podlahy
- PVC podlahy
- Marmoleum
- Ekologické podlahy
- Venkovní terasy

## Seznam prodejen v Česku
- KPP Praha
- KPP Brno
- Podlahy XXL Brno

## Základní údaje o firmě
Právní forma firmy je společnost s ručením omezeným (IČO: 25323172). Aktuálně má firma 42 zaměstnanců. Základní kapitál činí 13,6 mil. Obrat firmy za rok 2017 byl 224 mil. Kč.

## Medializace
Společnost se účastní různých veletrhů např. Domotex 2012, FOR ARCH a FOR INTERIOR. Účinkovala v pořadu Jak se staví sen. Podílela se na projektu obce Ivančice – stavba bytového domu Rezidence Boží hora.

## Společenská odpovědnost
Kratochvíl parket profi se zapojil do podpory a výstavby bezbariérového bydlení pro ochrnutého Aleše Měšteckého. Firma zařadila do svého sortimentu ekologické podlahy, které neškodí zdraví.